# O.O
〈O.O〉是韓國女子團體NMIXX的歌曲。於2022年2月22日由JYP娛樂以及Dreamus發行，為首張韓語單曲《AD MARE》的主打曲；由Dr.JO作詞，Brian U、Enan、MarkAlong、Charlotte Wilson、Chanti、EJAE、Awry、Ayushy、Jan Baars、Rajan Muse作曲與編曲。

## 背景與發行
2021年7月9日，JYP 娛樂宣布將於 2022年2 月推出一個新女子組合，這是自 2019年ITZY 之後，時隔3年再推出的韓國女子偶像團體。
2022年2月2日，宣布NMIXX將於 2月22日隨數位單曲《AD MARE》的發行出道。2月8日，以《O.O》作為主打單曲發布了曲目列表。2月17日，發布了第一個音樂視頻預告片。2月19日，集錦預告片發布。2月21日，發布了第二個音樂視頻預告片。2月22日，下午6點發行出道單曲《AD MARE》和主打歌《O.O》。
2023年3月31日下午11時50分，MV播放量達到1億次。

## 製作
《O.O》由 Dr.JO (153/Joombas) 作詞，作曲由作曲團隊〈The Hub〉制作。這是一首結合了放克卡瑞歐卡、teen pop和pop rock的歌曲。《O.O》的主歌以E小調創作，每分鐘133拍，副歌以A大調創作，每分鐘100拍。

## 評價
《O.O》發布後在公眾和評論家中受到了很大的負面評價。
|                              | 《O.O》像是從電子流行音樂到流行搖滾再到嘻哈音樂的過山車之旅，與少女時代的《I Got a Boy》和 Aespa的《Next Level》相比，《O.O》面對前兩首歌的複雜性而顯得像是微弱的複製品，並且《O.O》試圖在長時間內引起關注，但失敗了。 |
| ——音樂雜誌NME 的 Tanu I. Raj | |

韓國中央日報：「由於其脫節的性質，許多人批評這首歌試圖推動前衛和挑釁的形象，但由於缺乏基本的音樂結構而難以辦到。」
流行音樂和媒體研究教授 Lee Gyu-tag 對此進行了詳細闡述，他說雖然《O.O》的音樂風格與《Next Level》相似，但《Next Level》比《O.O》更悅耳，轉換更流暢，並指出《O.O》這首歌很困難，因為缺乏清晰的旋律。 韓國音樂大獎評選委員會成員鄭珉宰表示：「我認為《O.O》如果歌曲能夠朗朗上口，無論多麼令人費解，我都不會看到負面的反應。」總體而言，他認為《O.O》不是一個作為出道歌曲安全的選擇。
另一方面，在有利的評論中，印度滾石雜誌的 Divyansha Dongre 將《O.O》描述為典型的 K-pop 曲目並將多種類型音樂融合為一體。 Divyansha 指出：「《O.O》開場是陷阱音樂和貝斯的強大組合，而它的副歌則採用了活力和熱情的流行搖滾」。不過 Divyansha 也說：「對於一些聽眾來說，trap 和流行搖滾音樂之間的不斷切換可能會讓人有點不知所措」。總體而言，Divyansha 表示《O.O》這首歌公平地介紹了NMIXX成員的才能。

## 商業成績
《O.O》於2022年2月27日至3月5日發行的韓國 Circle数字榜上排名第 147 位； 這首歌在2022年2月20日至26日的排行榜上首次登上 Gaon 下載排行榜第 40 位， 以及2022年2月27日至3月5日 Gaon Streaming Chart 上排名第 95 位，2022年3月20日至26日的 Gaon Streaming Chart，它在 Circle数字榜上升至第 81 位， 這首歌在2022年3月19日的告示牌韓國流行音樂百強榜 中，排名第 88 位， 在2022年4月30日中升至第 63 位。
在日本公告牌熱門百大單曲榜中，這首歌在2022年3月2日的排行榜中排名第 86 位， 在2022年3月23日升至第 42 位，在 《越南公告牌》百强单曲榜中，這首歌在2022年3月3日的排行榜中排名第 95 位， 在接下來的一周上升到第 38 位，在新加坡，這首歌在2022年2月25日至3月3日的RIAS Regional Chart 上排名第 8， 在接下來的一周裡，在RIAS Streaming Chart 上升至第 16 位和 RIAS Regional Chart 第 4 位，在2022年3月19日的排行榜上首次登上 告示牌新加坡排行榜第 18 位。在馬來西亞，這首歌在2022年3月4日至10日的排行榜上首次登上 RIM 20 大國際和國內流媒體最多歌曲的第 14 位。  這首歌還在2022年3月19日的排行榜上首次登上 告示牌馬來西亞排行榜 的第 17 位。在印尼，這首歌在2022年4月2日的排行榜上首次登上 告示牌印尼排行榜第 25 位。
在全球，這首歌在2022年3月19日的排行榜上首次登上《公告牌》全球二百强单曲榜第 162 位， 在接下來的一周上升到第 138 位。 這首歌在2022年3月12日的《公告牌》美國除外全球单曲榜上排名第109 位，在2022年3月26日上升至第 71 位。

## 宣傳
2022年2月18日，JYP 娛樂宣布，成員Bae確診COVID-19，團體出道Showcase延後， 出道Showcase於 3月1日舉行。 NMIXX之後在三個音樂節目中宣傳演出，3月3日在Mnet的M Countdown， 3月4日在KBS的音樂銀行，3月5日在MBC的Show! 音樂中心， 以及 3月6日在 SBS人气歌谣演出。
2023年10月7日及8日，在NMIXX CHANGE UP: MIXX UNIVERSITY首次粉絲演唱會上，NMIXX將原曲O.O拆分為O.O Part1及O.O Part2兩首歌曲。
2025年2月22日，為紀念出道三週年，NMIXX 在官方 YouTube 頻道上發布了〈O.O〉Part 2 的全新錄製版本，並收錄於「NMIXX 3rd Anniversary Live Clip Band ver.」影片中。與 2023 年粉絲演唱會上的版本相比，此次發佈的 Part 2 版本加入了現場樂隊伴奏。

## 音樂製作名單
名單摘錄自Melon
錄音室
- JYPE Studios – 音樂錄音（英语：Audio recording）、人聲剪輯
- Canton House Studios – 混音
- Sterling Sound – 音樂加工（英语：Mastering (audio)）

名單
- NMIXX – 主唱、和聲
- Frankie Day – 和聲
- Ayushy – 和聲
- Dr.JO (153/Joombas) – 作詞
- Brian U (The Hub) – 作曲、編曲、鼓手、合成
- Enan (The Hub) – 作曲、編曲、鼓手、合成
- MarkAlong (The Hub) – 作曲、編曲、鼓手、合成
- Charlotte Wilson (The Hub) – 作曲、演唱指導
- Chanti (The Hub) – 作曲
- EJAE – 作曲、和聲、演唱指導
- Awry (The Hub) – 作曲、和聲
- Ayushy (The Hub) – 作曲
- Jan Baars (The Hub) – 作曲
- Rajan Muse (The Hub) – 作曲
- Brian U (The Hub) – 演唱指導
- Enan (The Hub) – 演唱指導
- Gun Hye-jin – 錄音師
- Lee Sang-yeob – 人聲編輯
- Jiyoung Shin NYC – 人聲編輯
- Jaycen Joshua – 混音
- Jacob Richards – 混音助理
- Mike Seaberg – 混音助理
- DJ Riggins – 混音助理
- Chris Gehringer – 加工
- Jade – 貝斯
- BananaGaraG – 貝斯
- Paper Planet – 吉他
- TRIAD – 吉他

## 榜單
| 榜單 (2022年)                | 最高 排名 |
| ---------------------------- | --------- |
| 全球二百强单曲榜 (Billboard) | 138       |
| 印尼 (Billboard)             | 25        |
| 日本 (Japan Hot 100)         | 42        |
| 馬來西亞 (Billboard)         | 17        |
| 馬來西亞 (RIM)               | 14        |
| 新加坡 (Billboard)           | 18        |
| 新加坡 (RIAS)                | 16        |
| 韓國 (Gaon)                  | 81        |
| 韓國 (K-pop Hot 100)         | 63        |
| 越南 (Vietnam Hot 100)       | 38        |

| 榜單 (2022年) | 排名 |
| ------------- | ---- |
| 韓國 (Gaon)   | 92   |

## 發行歷史
| 地區 | 格式              | 廠牌                      |
| ---- | ----------------- | ------------------------- |
| 全球 | 數位音樂下載 串流 | JYP Dreamus （ 英语 ： Dreamus） |